# Psilomerus hampsoni
Psilomerus hampsoni är en skalbaggsart som beskrevs av Charles Joseph Gahan 1906. Psilomerus hampsoni ingår i släktet Psilomerus och familjen långhorningar. Inga underarter finns listade i Catalogue of Life.